# Orio Vergani
Orio Vergani, all'anagrafe Vittorio (Milano, 6 febbraio 1898 – Milano, 6 aprile 1960), è stato un giornalista, fotografo e scrittore italiano, considerato il primo fotoreporter italiano nonché il «maestro del giornalismo sportivo». Appresero la sua altissima lezione Gianni Brera e Bruno Raschi, che sono considerati i suoi continuatori.

## Biografia

### Anni giovanili
Nato da Maria Francesca Podrecca e Francesco Vergani, si considerava "figlio d'arte" in quanto le professioni della sua famiglia da oltre cento anni erano legate a letteratura, giornalismo e teatro. Infatti, i fratelli maggiori della madre erano Vittorio Podrecca, fondatore del «Teatro dei Piccoli», e Guido Podrecca, deputato socialista e fondatore del settimanale satirico L'Asino. La sorella, Vera Vergani, fu la prima interprete assoluta dei Sei personaggi in cerca d'autore di Luigi Pirandello.
Nato a Milano in via Petrarca, il padre Francesco si allontanò da casa pochi mesi dopo senza fare più ritorno. Orio Vergani visse presso il prozio Vittorio dai sei anni ai sedici. Trascorse l'adolescenza tra Chioggia, Sansepolcro, Viterbo e Colorno. A 15 anni pubblicò la sua prima novella, apparsa sulla rivista Il secolo XX, supplemento de Il Secolo diretto da Pio Schinetti. 
Interrotti gli studi universitari, si trasferì a Roma, dove conobbe Federigo Tozzi, di cui divenne amico. Luigi Pirandello lesse i suoi racconti e lo considerò il più promettente dei suoi discepoli. Nel 1923 debuttò come attore al Teatro degli Indipendenti di Anton Giulio Bragaglia con Un vigliacco.

### Dal primo al secondo dopoguerra

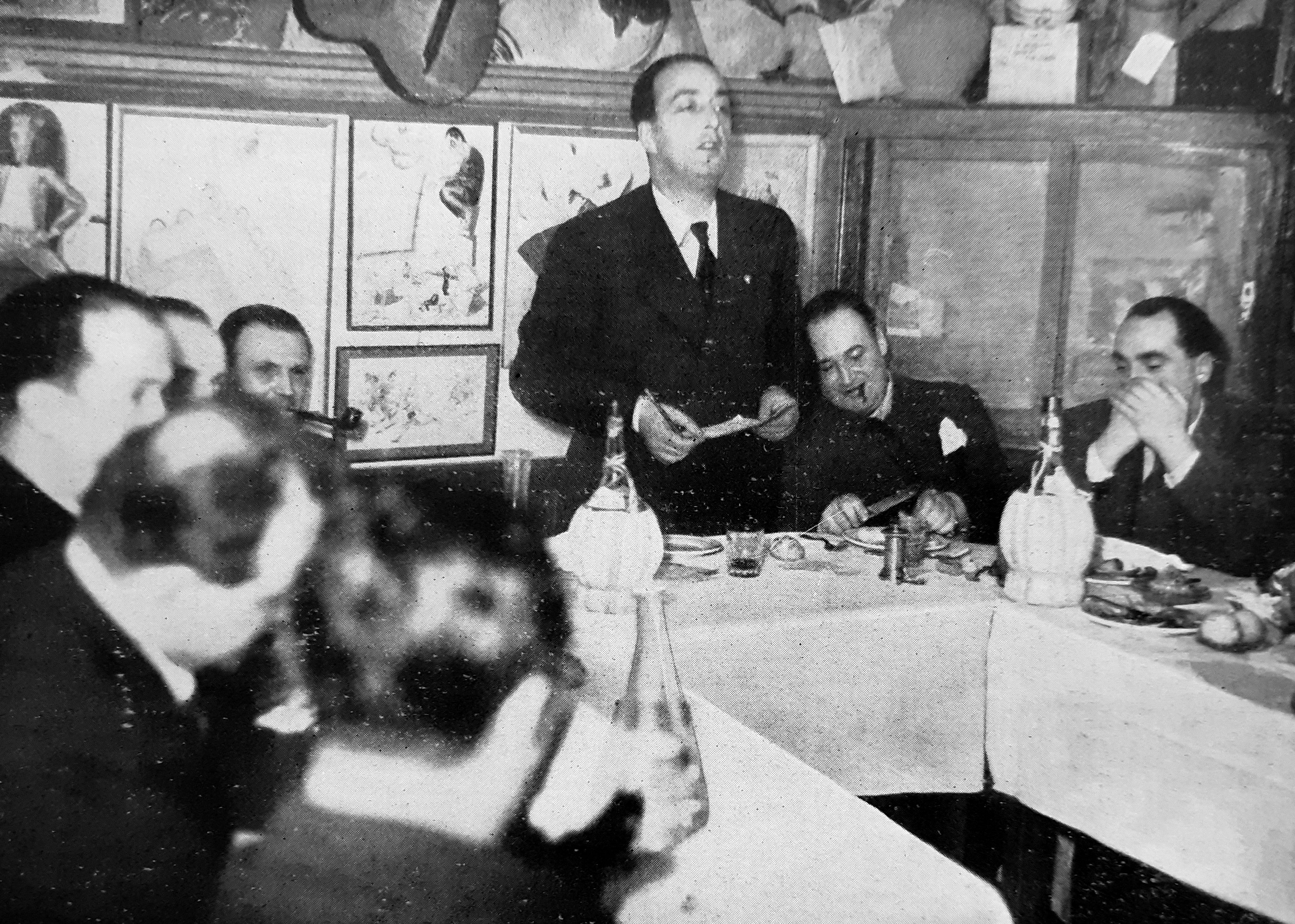
Orio Vergani alla presentazione del Premio Bagutta, Milano, gennaio 1934

Orio Vergani con Maria Callas.

A 20 anni Vergani pubblicò il suo primo libro di novelle, Acqua alla gola, mentre già svolgeva un'intensa attività giornalistica scrivendo per il quotidiano romano La Tribuna, per l'inserto de Il Messaggero "Il Messaggero della domenica" e per le riviste Cronache d'attualità e Lo Spettatore italiano. Successivamente passò a L'Idea Nazionale. Nella narrativa rimase fedele al naturalismo, dopo la giovane esperienza nel realismo magico.
A soli 26 anni Vergani fu chiamato da Ugo Ojetti al Corriere della Sera come inviato speciale della Terza pagina. Lavorò nel maggiore quotidiano italiano per 34 anni, coprendo con i suoi articoli la pagina politica, la terza pagina e la pagina sportiva.
Orio Vergani divenne celebre nel giornalismo sportivo come inviato al seguito di ben 25 «Giri d'Italia» e di altrettanti «Tour de France». Con il suo talento letterario portò ai massimi livelli la ritrattistica dei campioni dello sport. Esemplari i pezzi su Alfredo Binda, il campione della sua generazione. 
Vergani è stato anche tra i primi scrittori italiani a interessarsi di arti "nuove" come il jazz, il cinema, la coreografia.
Nel 1926 fu uno dei fondatori del premio Bagutta, che è per anzianità il primo premio letterario italiano.
Dalla fine degli anni Venti, Vergani divenne cronista ufficiale dei viaggi dei sovrani e della famiglia reale (e, dal 1930, anche di Benito Mussolini) nonché dei più importanti eventi della vita del regime.
Nel gennaio del 1930 si sposò con Ida Lorini, detta Mimì (da cui ebbe due figli: Leonardo nel 1932 e Guido nel 1935).
Il comune di Francavilla al Mare gli ha dedicato uno slargo in piazza sant'Alfonso.

### Il dopoguerra
Aderì, fra i pochi intellettuali, alla R.S.I. Dopo la fine della Repubblica sociale fu, in pratica, l'unico epurato del «Corriere della Sera» su indicazione del Comitato di Liberazione Nazionale, il cui regime commissariale si prolungò fino al giugno 1946. Fino a quella data Vergani collaborò al quotidiano del pomeriggio «Milano-Sera» (si stampava nella stessa tipografia del Corriere), grazie ai buoni uffici di Gaetano Afeltra, ex collega di via Solferino. La sua firma riapparve sul «Corriere della Sera» il 19 settembre 1946.
Nel 1953 fondò a Milano l'«Accademia Italiana della Cucina».
Morì al tavolo di lavoro all'alba del 6 aprile 1960. Si calcola che abbia scritto più di 20.000 articoli.
Ha avuto due figli, Guido e Leonardo, anch'essi giornalisti.
L’archivio personale di Vergani è stato suddiviso in tre diversi fondi, conservati rispettivamente presso il Centro manoscritti dell'Università degli Studi di Pavia, il Museo-Biblioteca dell'attore di Genova e gli eredi.

## Riconoscimenti
Orio Vergani ha vinto:
- nel 1939 il premio Viareggio, con la raccolta di elzeviri, Basso profondo;[8]
- nel 1942 il premio dell'Accademia d'Italia per il romanzo Recita in collegio;
- nel 1957 il premio Marzotto per il romanzo Udienza a porte chiuse.

## Opere

### Fotogiornalismo
Orio Vergani è considerato il primo fotoreporter italiano. Dal suo lavoro di inviato all'estero ha tratto ispirazione per numerosi libri fotografici: 
- Il *Mediterraneo; con 15 acquarelli di H. Robert, Roma, Istituto geografico De Agostini, 1930 circa
- 45° all'ombra, Treves, Milano 1935 (con 106 fotografie);
- Sotto i cieli d'Africa, Treves, Milano 1936 (con 100 fotografie);
- Riva africana, Hoepli, Milano 1937 (con 96 tavole fuori testo da fotografie dell'autore);
- La via nera. Viaggio in Etiopia da Massaua a Mogadiscio, Treves, Milano 1938.

### Biografie
- I Ricordi. Immagini di un'epoca
- Caro Coppi: la vita, le imprese, la malasorte, gli anni di Fausto e di quell'Italia
- Ciano. Una lunga confessione, 1974 (postumo)

### Narrativa
- L'acqua alla gola, Primato, Milano 1921
- Asso piglia tutto, Roma : Edizioni d'arte Fauno, 1927 (collana Umorismo italiano)
- Fantocci del carosello immobile, Milano : Corbaccio, 1927
- Soste del capogiro, Milano : Corbaccio, 1927
- Io, povero negro, Milano : Fratelli Treves, 1929
- Domenica al mare, Milano ; Roma : Treves-Treccani-Tumminelli, 1931
- Recita in collegio,
- Udienza a porte chiuse,
- Il vecchio zio, Milano, Garzanti, 1947
- Birignao, Udine, Casamassima, 1997

### Raccolte di articoli
- Basso profondo ed altre fantasie (1939)
- Alfabeto del XX secolo (postumo, a cura di Oreste Del Buono)

### Scrittura per il teatro e la radio
- Il cammino sulle acque (1926), commedia considerata tra le più singolari e coraggiose di quell'epoca. Fu messa in scena da Luigi Pirandello e venne ripresa negli anni cinquanta dal Piccolo Teatro di Milano;
- Stazioni sulla laguna, di Orio Vergani, orchestra di Cesare Gallino, regia di Nino Meloni, trasmessa il 22 ottobre 1942 nel programma "A" EIAR.
- Danze di Spagna, Compagnia del Teatro comico di Roma, regia di Nino Meloni, Radio Rai 1950.

### Diari
- Misure del tempo. Diario 1950-1959.
- Memorie di ieri mattina, Rizzoli, 1958.

### Traduzioni
- Il Santo Vangelo di Nostro Signore Gesù Cristo secondo Luca tradotto da Orio Vergani; illustrato da Felice Carena. Milano, Fondazione Ines Fila, 1949.